# Young Woman and the Sea
Young Woman and the Sea är en amerikansk biografisk dramafilm, regisserad av Joachim Rønning. Den hade premiär i USA den 31 maj 2024. Filmen är baserad på den sanna historien om Gertrude Ederle.

## Rollista (i urval)
- Daisy Ridley – Gertrude Ederle
- Christopher Eccleston – Jabez Wolffe
- Stephen Graham – Bill Burgess
- Tilda Cobham-Hervey – Margaret "Meg" Ederle
  - Lilly Aspell – Meg, som ung
- Kim Bodnia – Henry Ederle
- Jeanette Hain – Gertrude Anna Ederle
- Glenn Fleshler – James Sullivan
- Sian Clifford – Charlotte